# Glemsmühle

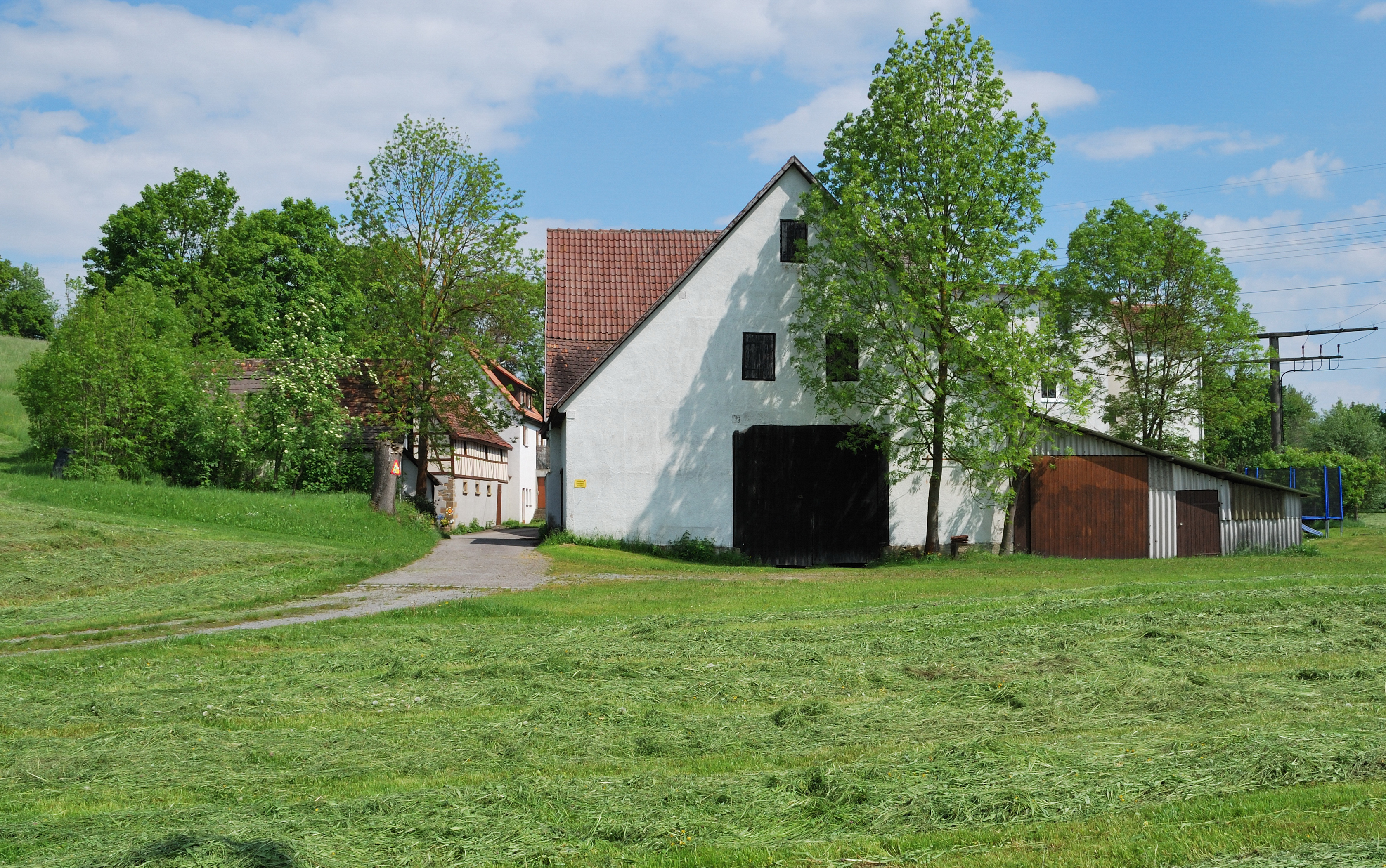
Die Glemsmühle

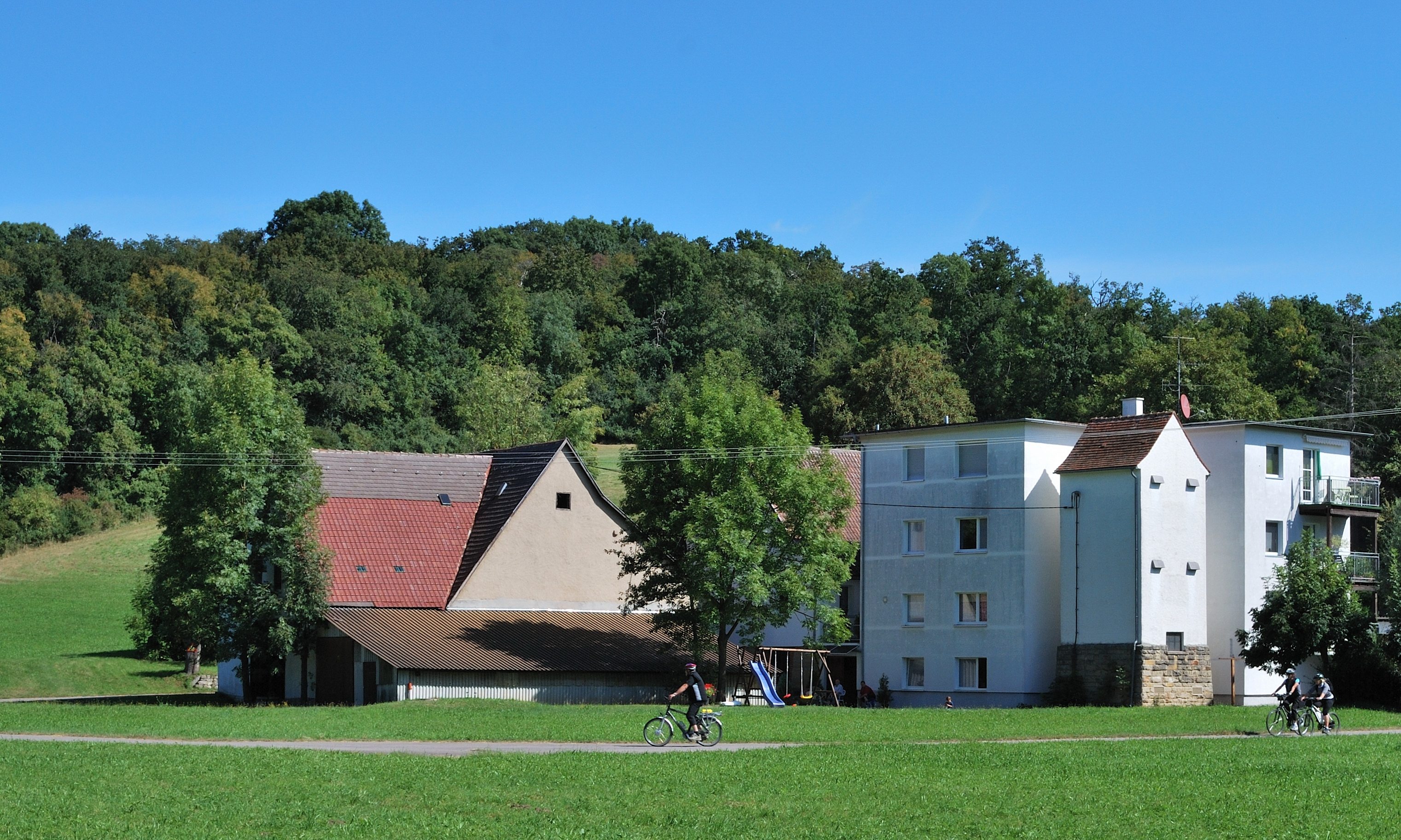
Die Glemsmühle mit Wohnhaus

Die Glemsmühle ist eine unter Denkmalschutz stehende ehemalige Wassermühle an der Glems in Münchingen.
Die Mühle wurde 1381 Mühle „ze Mur“ und 1523 Mühle „under Mur“ genannt, was vom Namen des Hofguts Mauer abgeleitet war. Nach Joachim Rieger, der die Mühle um 1565 besaß, wurde sie später Riegersmühle genannt. Daneben tauchte auch der Name Glemsmühle auf, der bis heute geblieben ist. Im Dreißigjährigen Krieg wurde die Mühle zerstört und 1675 von Martin Hecker aus Iptingen wieder neu erbaut.
Der 250 m lange, rechts von der Glems abgezweigte Kanal trieb im Jahr 1834 vier Wasserräder an. Die Mühle besaß zwei Mahlgänge, einen Gerbgang und eine Hanfreibe. Im Jahr 1900 stellte man den Mahlbetrieb auf Stromerzeugung um und gründete unter der Beteiligung von Friedrich Freiherr von Gaisberg-Schöckingen das Überlandwerk „Elektrizitätswerk Glemsmühle GmbH“. Ein 4,65 m hohes und 2,53 m breites oberschlächtiges Wasserrad lieferte damals die Energie für den Generator, der Gebäude in Hemmingen, Hirschlanden, Schöckingen, Münchingen und ab 1906 in Markgröningen mit elektrischem Strom versorgte. Das Wasserrad nutzte ein Gefälle von 4,44 m und hatte bei 220 l/s Wasserzufluss eine Rohleistung von 11,8 PS.
Im Jahr 1930 wurde der Mahlbetrieb in einem neu erbauten vierstöckigen Mühlengebäude wieder aufgenommen. Ein oberschlächtiges Wasserrad mit 4 m Durchmesser und 2 m Breite trieb die Mühle an. Unterstützt wurde es durch ein Elektromotor mit 15 PS Leistung. Das Wasserrad wurde 1948/49 durch eine Ossberger-Turbine ersetzt. Im Jahr 1974 wurde der Mahlbetrieb eingestellt. Der letzte Müller war Wilhelm Velte. Die Mühle wurde zu einem Wohnhaus umgebaut, der Mühlkanal im Zuge der Flurbereinigung und Glemsbegradigung aufgefüllt und das Wehr beseitigt.